# 帕雷山脈

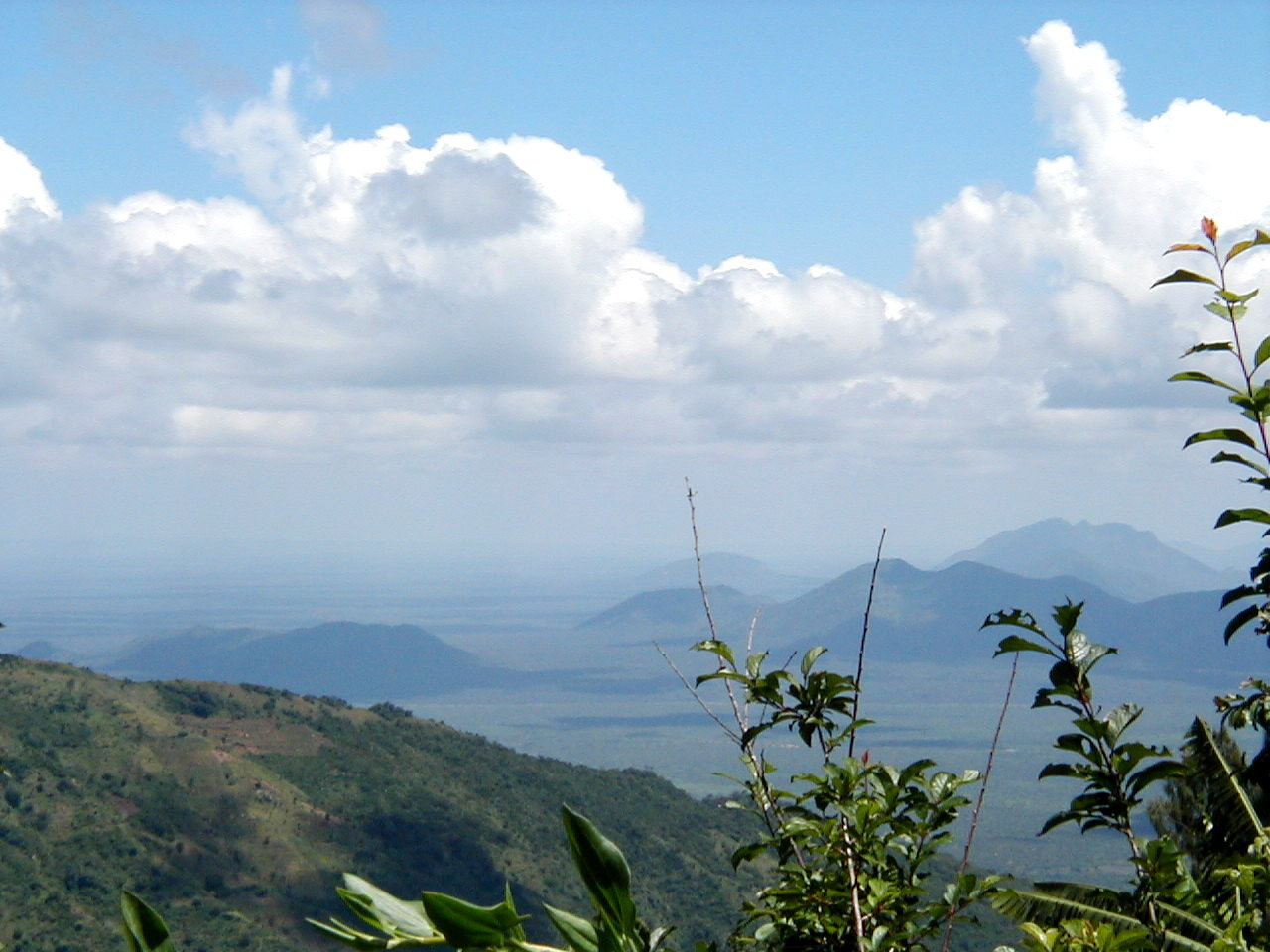
帕雷山脈

帕雷山脈是坦桑尼亞東北部的山脈，位於烏桑巴拉山脈和乞力馬扎羅山之間，最高點海拔2,463米，當局在山脈兩個地區發展生態旅遊。
4°00′S 37°45′E / 4.000°S 37.750°E